# Open 13 1995
L'Open 13 1995 è stato un torneo di tennis giocato sul sintetico indoor.
È stata la 3ª edizione dell'Open 13,che fa parte della categoria World Series nell'ambito dell'ATP Tour 1995.
Si è giocato al Palais des Sports di Marsiglia in Francia, dal 6 febbraio al 13 febbraio 1995.

## Campioni

### Singolare
Boris Becker ha battuto in finale  Daniel Vacek con il punteggio di 6–7 (2–7), 6–4, 7–5

### Doppio
David Adams /  Andrej Ol'chovskij hanno battuto in finale  Jean-Philippe Fleurian /  Rodolphe Gilbert con il punteggio di 6–1, 6–4